# Angelina Osuagwu
Angelina Osuagwu est une athlète nigériane.

## Carrière
Angelina Osuagwu est médaillée d'argent du saut en hauteur aux Jeux de l'Amitié en 1963 à Dakar. Elle est ensuite médaillée d'argent du saut en longueur aux Jeux africains de 1965 à Brazzaville.